# Semczinowo
Semczinowo (bułg. Семчиново) – wieś w południowej Bułgarii, w obwodzie Pazardżik, w gminie Septemwri. Według danych szacunkowych Ujednoliconego Systemu Ewidencji Ludności oraz Usług Administracyjnych dla Ludności, 15 czerwca 2020 roku miejscowość liczyła 2 063 mieszkańców.
Wieś znajduje się 100 km od stolicy Bułgarii Sofii, 20 km od stolicy obwodu Pazardżik. Położona u podnóża Rodop.
Mieszkańcy są wyznania prawosławnego.
Dni Semczinowa są 20 lipca.
Działa tu klub piłkarski o nazwie Milewi Skali.